# 倉持治夫
倉持 治夫（くらもち はるお、1949年6月11日 - ）は、日本の実業家。大同生命保険取締役社長や、同社取締役会長、大阪商工会議所副会頭を務めた。

## 人物・経歴
大阪府出身。1973年大阪市立大学商学部卒業、大同生命保険入社。「営業のエース」とされ、営業企画部長、業務部長を経て、1998年取締役に昇格。2001年常務取締役。2004年代表取締役社長。2010年取締役会長。2010年から2014年まで有恒会会長。2010年から2017年まで大阪商工会議所副会頭。